# Franceschina Baffo
Franceschina Baffo (Venezia, inizio del XVI secolo – ...) è stata una poetessa italiana.

## Biografia
Esponente della famiglia Baffo, compresa nel patriziato veneziano, di lei si hanno poche notizie biografiche. Forse era figlia di Girolamo, provveditore e capitano di Napoli di Romania e poi senatore.
Fu letterata di successo 1543 e il 1552, ma la sua fama venne in seguito oscurata dalle nuove tendenze proposte dall'Accademia della Fama, Celio Magno e Gabriele Fiamma.
Gli autori dell'epoca ne parlano con entusiasmo: Giuseppe Betussi la inserisce come esperta di questioni d'amore nel Dialogo amoroso e nel Raverta; Anton Francesco Doni riporta una lettera a lei indirizzata nei Pistolotti amorosi; viene encomiata da Giovanni Brevio in un'epistola a Lodovico Domenichi.
I suoi sonetti, reperibili in varie opere del periodo, furono raccolti da Luisa Bergalli in Componimenti poetici delle più illustri rimatrici d'ogni secolo (1726) e, più tardi, da Giuseppe Bianchini in Francesca Baffo rimatrice veneziana del sec. XVI (1896).